# Відкритий чемпіонат США з тенісу 2009
Відкритий чемпіонат США з тенісу 2009 проходив з 31 серпня по 14 вересня 2009 року на відкртих кортах Тенісного центру імені Біллі Джин Кінг у парку Флашинг-Медоуз у районі Нью-Йорка Квінз. Це був четвертий, останній турнір Великого шолома календарного року.

## Значні події
Колишня перша ракетка світі та чемпіонка Відкритого чемпіонату США 2005 року бельгійка Кім Клейстерс поверненулася в теніс після більш ніж дворічної перерви. Вона отримала від організаторів вайлд-кард. У півфіналі Клейстерс перемогла минулорічну чемпіонку Серену Вільямс і зрештою виграла турнір. Клейстерс стала першою матір'ю, що здобула титул турніру Великого шолома з 1980 року, коли таке досягнення підкорилося Івонн Гулагонг-Коулі. Для Клейстерс цей титул став другим титулом Великого шолома в кар'єрі й другим у США.  Вона першою виграла турнір несіяною.  Фіналістка, Каролін Возняцкі, першою з данських тенісисток пробилася до фіналу турніру Великого шолома. 
Півфінальна гра між Клейстерс та Вільямс завершилася скандально. Вільямс була покарана втратою очка за надмірну реакцію на те, що суддя на лінії зафіксувала заступ при її подачі. Це штрафне очко було матчболом.  
В одиночному розряді серед чоловіків Роджер Федерер вигравав турнір попередні 5 років, але цього разу поступився в фінальному матчі, що тривав понад чотири години, аргентинцю Хуану Мартіну дель Потро.
Пара Длоуги/Паес виграла другий турнір Великого шолома в цьому році. До того вони були чемпіонами у Франції.
Сестри Вільямс перемогли на US Open удруге. Цього року їм підкорився також  Вімблдон. 
У парному турнірі серед дівчат чемпіонкою стала українка Марина Заневська у парі з росіянкою Валерією Соловйовою.

## Результати фінальних матчів

### Дорослі
| Одиночний розряд. Чоловіки     |                          |                                   |
| Хуан Мартін дель Потро         | Роджер Федерер           | 3–6, 7–6(7–5), 4–6, 7–6(7–4), 6–2 |
|                                |                          |                                   |
| Одиночний розряд. Жінки        |                          |                                   |
| Кім Клейстерс                  | Каролін Возняцкі         | 7–5, 6–3                          |
|                                |                          |                                   |
| Парний розряд. Чоловіки        |                          |                                   |
| Лукаш Длоуги Леандер Паес      | Магеш Бгупаті Марк Ноулз | 3–6, 6–3, 6–2                     |
|                                |                          |                                   |
| Парний розряд. Жінки           |                          |                                   |
| Серена Вільямс Вінус Вільямс   | Кара Блек Лізель Губер   | 6–2, 6–2                          |
|                                |                          |                                   |
| Мікст                          |                          |                                   |
| Карлі Галліксон Тревіс Перротт | Кара Блек Леандер Паес   | 6–2, 6–4                          |
|                                |                          |                                   |

### Юніори
| Одиночний розряд. Хлопці           |                                    |                     |
| Бернард Томич                      | Чейз Буканан                       | 6–1, 6–3            |
|                                    |                                    |                     |
| Одиночний розряд. Дівчата          |                                    |                     |
| Гезер Вотсон                       | Яна Бучина                         | 6–4, 6–1            |
|                                    |                                    |                     |
| Парний розряд. Хлопці              |                                    |                     |
| Мартон Фучович Сьє Ченпен          | Жульєн Обрі Адріан Пюже            | 7–6(5), 5–7, [10–1] |
|                                    |                                    |                     |
| Парний розряд. Дівчата             |                                    |                     |
| Валерія Соловйова Марина Заневська | Елена Богдан Ноппаван Лертчивакарн | 1–6, 6–3, [10–7]    |
|                                    |                                    |                     |

## Виноски
1. ↑  usopen.org. Clijsters' comeback continues at the US Open. Архів оригіналу за 8 вересня 2009. Процитовано 6 вересня 2009. {{cite news}}: Cite має пустий невідомий параметр: |df= (довідка)